# Ljubow Iwanowna Putschkowa
Ljubow Iwanowna Putschkowa (russisch Любовь Ивановна Пучкова; * 21. September 1922 im Dorf Sitne-Schtschelkanowo, Rajon Stupino, Oblast Moskau; † 21. Oktober 2013) war eine sowjetische bzw. russische Bäckerei-Ingenieurin und Hochschullehrerin.

## Leben
Putschkowas Vater war einer der Begründer der industriellen Brotherstellung in Moskau. Er war am Aufbau der Moskauer Rajon-Kirow-Automat-Brotfabrik beteiligt. Er leitete die Inbetriebnahme der Brotfabrik Nr. 4 und war erster Direktor der neuen Brotfabrik Nr. 15.
Bereits als Jugendliche hatte Putschkowa den Entwickler der sowjetischen Brotbacktechnologie Lew Auerman kennen gelernt, der mit ihrem Vater zusammenarbeitete. Nach dem Mittelschulabschluss 1940 in Moskau studierte sie am Moskauer Technologie-Institut der Lebensmittelindustrie mit Abschluss 1945. Sie blieb dann dort als Assistentin am Lehrstuhl für Brotherstellungstechnologie. Ihre Kandidat-Dissertation über die Verwendung von  Phosphatidkonzentraten beim Brotbacken verteidigte sie 1953 mit Erfolg für die Promotion zur Kandidatin der technischen Wissenschaften. Sie wurde 1957 zur Dozentin ernannt. Sie verteidigte 1971 erfolgreich ihre Doktor-Dissertation über die Steigerung der Effizienz bei der Verwendung von Fettprodukten beim Brotbacken für die Promotion zur Doktorin der technischen Wissenschaften. Die Ernennung zur Professorin folgte 1972.
Von 1976 bis 1992 leitete Putschkowa den Lehrstuhl für Brotherstellungstechnologie. Sie entwickelte Ausbildungsstrategien für Brotbäckerei-Spezialisten und eine Methodik für die Bewertung von Rohstoffen, Halbfertigprodukten und Fertigprodukten. Sie betreute mehr als 50 Kandidat-Dissertationen und 6 Doktor-Dissertationen.
Mit anderen verfasste Putschkowa das Brottechnologie-Lehrbuch, das vom Bildungsministerium für Hochschulbildungseinrichtungen empfohlen wird. Sie gehörte zu den Organisatoren des Allrussischen Fernstudieninstituts der Lebensmittelindustrie, das 2003 die nach Kirill Rasumowski benannte Moskauer Staatliche Universität für Technologie und Geschäftsführung geworden ist (erste Kosaken-Universität mit speziellem Programm für die Ausbildung von Kosaken).